# Sorbier
Sorbier ist eine französische Gemeinde mit 321 Einwohnern (Stand 1. Januar 2022) im Département Allier in der Region Auvergne-Rhône-Alpes (vor 2016 Auvergne); sie gehört zum Arrondissement Vichy und zum Kanton Moulins-2.

## Geografie
Sorbier liegt etwa 35 Kilometer südöstlich von Moulins und etwa 32 Kilometer nordöstlich von Vichy. Das Gemeindegebiet wird vom Flüsschen Graveron durchquert. Umgeben wird Sorbier von den Nachbargemeinden Châtelperron im Norden, Saint-Léon im Nordosten, Montcombroux-les-Mines im Osten, Bert im Südosten, Varennes-sur-Tèche im Süden sowie Chavroches im Westen.

## Bevölkerungsentwicklung
| Jahr                       | 1962 | 1968 | 1975 | 1982 | 1990 | 1999 | 2006 | 2011 | 2019 |
| Einwohner                  | 515  | 471  | 422  | 364  | 310  | 307  | 280  | 289  | 318  |
| Quellen: Cassini und INSEE |      |      |      |      |      |      |      |      |      |

## Sehenswürdigkeiten
- Kirche Notre-Dame
- Schloss Terreneuve von 1835
- Domäne Les Chartiers aus dem 15. Jahrhundert

Siehe auch: Liste der Monuments historiques in Sorbier